# دوايت هنري (سياسي)
دوايت هنري (بالإنجليزية: Dwight Henry)‏ هو سياسي أمريكي، ولد في 13 مارس 1953 في تينيسي في الولايات المتحدة. حزبياً، نشط في الحزب الجمهوري. وقد انتخب عضو مجلس نواب تينيسي.